# النساء قادمون (مسلسل)
النساء قادمون هو مسلسل دراما كوميدي مصري من إخراج حسن بشير وبطولة حسين فهمي، هالة فاخر، حسن حسني، سلوى خطاب وماجدة الخطيب. المسلسل هو الجزء الثاني من مسلسل يا رجال العالم اتحدوا.

## نبذه
في إطار كوميدي، يحاول أحد الازواج التخلص من سيطرة زوجته عليه، وخاصة أنها صاحبة دخل كبير، وهو ما يجعله مسؤول عن أمور البيت وتربية الطفل، ومع شعوره بعدم أهميته، يلجأ هذا الزوج إلى تكوين جمعية، وجمع فيها الرجال المضهدين من زوجاتهم.

## طاقم العمل
- حسين فهمي بدور إحسان
- هالة فاخر بدور دكتور عصمت
- حسن حسني بدور بطرس
- سلوى خطاب بدور نهاد عوني
- ماجدة الخطيب بدور زوزو
- حسن مصطفى بدور اسكندر
- أسامة عباس بدور اللواء شمس
- إنعام سالوسة بدور أليس
- بسام رجب بدور ناجي
- غادة عبد الرازق بدور آمال
- عهدي صادق بدور صوفي
- ناهد رشدي بدور تيسير
- محمد أبو داوود بدور ولاء
- سامح حسين
- مونيا
- نور قدري
- جميلة عزيز
- محمود طوبار